# Parafia Matki Bożej Radości w Fátimie
Parafia Matki Bożej Radości w Fátimie (port. Paroquia Nossa Senhora dos Prazeres de Fátima) – rzymskokatolicka parafia znajdująca się w diecezji Leiria-Fátima, w wikariacie fatimskim, w Portugalii.

## Historia
Parafia erygowana została w 1568. W parafii miały miejsce objawienia fatimskie. Na terenie parafii znajduje się Sanktuarium Matki Bożej Fatimskiej.